# امپریالیسم شوروی

امپراتوری شوروی

واژه غیررسمی امپراتوری شوروی، امپراتوری سرخ یا امپریالیسم شوروی را منتقدین اتحاد جماهیر شوروی سوسیالیستی به کار می‌بردند تا به سیاست خارجی امپریالیستی پنداشته شدهٔ این کشور در جریان جنگ سرد اشاره کنند. این کشورها کشورهایی مستقل با دولتهایی مجزا بودند که سیاست‌های خود را تعیین می‌کردند ولی آن سیاست‌ها باید درون حدودی می‌ماندند که شوروی تعین می‌کرد. عدم پایبندی به این چارچوب‌ها ممکن بود که موجب مداخله نظامی پیمان ورشو شود. کشورهای دچار این وضعیت اکثراً حکومت‌های اقماری خوانده می‌شوند. این ترتیبات غیررسمی بودند و دولت شوروی همواره داشتن هرگونه قدرتی بر دیگر کشورها را نفی می‌کرد.
اگرچه اتحاد جماهیر شوروی را یک امپراتور رهبری نمی‌کرد و خود را ضد امپریالیستی می‌خواند، منتقدین، استدلال می‌کنند که گرایش‌های مشترکی با امپراتوری‌های تاریخی داشته‌است. برخی دانشوران معتقدند که شوروی نهادی دوگانه بود که عناصری مشترک با هم امپراتوری‌های چندملیتی و هم حکومت‌های ملی داشته‌است. همچنین گفته شده شوروی نظیر دیگر قدرت‌های امپریالیستی، استعمار می‌کرد.

شوروی به رنگ قرمز دیده می‌شود؛ در حالی که دولت‌هایی با صورتی روشن، اقماری بودند. یوگسلاوی، متحد شوروی از ۱۹۴۵ تا ۱۹۴۸ و پس از آن کشور غیر متعهد، با رنگ بنفش مشخص شده است. آلبانی، دولتی که در دهه ۱۹۶۰، پس از گسست بین چین و شوروی، از اتحاد با شوروی دست کشید، با رنگ نارنجی مشخص شده است.